# شان فلین (بازیکن فوتبال)
شان فلین (انگلیسی: Sean Flynn؛ زادهٔ ۱۳ مارس ۱۹۶۸) بازیکن فوتبال اهل بریتانیا است.
از باشگاه‌هایی که در آن بازی کرده‌است می‌توان به باشگاه فوتبال وست برومویچ آلبیون، باشگاه فوتبال استوک سیتی، باشگاه فوتبال دربی کانتی، باشگاه فوتبال ترانمره راورز، باشگاه فوتبال ردیچ یونایتد، باشگاه فوتبال بودمین تاون، باشگاه فوتبال پنزانس، باشگاه فوتبال کیدرمینستر هاریرس، و باشگاه فوتبال کاونتری سیتی اشاره کرد.